# Sina Fiedler
Sina Fiedler (* 1933) ist eine deutsche Schauspielerin.

## Leben
Bereits als Kind wollte Sina Fiedler Schauspielerin werden. Nach einem Studium an der Hochschule für Schauspielkunst „Ernst Busch“ in Berlin absolvierte sie 1956 erfolgreich. Es folgten Theater-Engagements in Nordhausen und Erfurt, wo sie als junge Absolventin unter anderem die Ophelia in William Shakespeares Hamlet und die Bianka aus Der Widerspenstigen Zähmung spielte. Frisch verheiratet zog sie 1962 nach Kleinmachnow, wo sie dann auch ihre ersten Filmrollen erhielt. Weiterhin hatte sie mehrere Gastspiele am Mecklenburgischen Staatstheater Schwerin und ihre Auftritte im Deutschen Fernsehfunk mehrten sich. Nach ihrer Scheidung lernte sie 1976 den Schauspieler Christoph Engel kennen, mit dem sie dann bis zu seinem Tod im Jahr 2011 verheiratet war.
Sina Fiedler hat die 1969 geborenen Tochter Judith Engel, die ebenfalls Schauspielerin ist und den erstgeborenen Sohn, der als Arzt arbeitet.

## Filmografie
- 1965: Der Frühling braucht Zeit
- 1966/2005: Fräulein Schmetterling
- 1966: Alfons Zitterbacke
- 1966:  Spur der Steine
- 1969: Zeit zu leben
- 1972: Die Bilder des Zeugen Schattmann (Fernsehvierteiler, 4. Teil)
- 1973: Eva und Adam (Fernsehvierteiler, 3. Teil)
- 1974: Kit & Co
- 1974: Die Frauen der Wardins (Fernseh-Dreiteiler)
- 1974: Polizeiruf 110: Die verschwundenen Lords (Fernsehreihe)
- 1975: Blutsbrüder
- 1976: Beethoven – Tage aus einem Leben
- 1977: Zur See (Fernsehserie, 1 Episode)
- 1977: Ein Katzensprung
- 1978: Polizeiruf 110: Schuldig
- 1978: Brandstellen
- 1979: Einfach Blumen aufs Dach
- 1980: Archiv des Todes (Fernsehserie, 1 Episode)
- 1980: Die Verlobte
- 1980: Levins Mühle
- 1980: Gevatter Tod
- 1980: Don Juan – Karl-Liebknecht-Str. 78
- 1980: Unser Mann ist König (Fernsehserie, 1 Episode)
- 1981: Pugowitza
- 1982: Die Beunruhigung
- 1982: Märkische Forschungen
- 1983: Taubenjule
- 1983: Märkische Chronik (Fernsehserie, 1 Episode)
- 1984: Kaskade rückwärts
- 1985: Sachsens Glanz und Preußens Gloria (Fernsehserie, 2 Episoden)
- 1986: Blonder Tango
- 1986: Hilde, das Dienstmädchen
- 1988: Einer trage des anderen Last …
- 1989: Pestalozzis Berg
- 1990: Verbotene Liebe
- 1991: Zwischen Pankow und Zehlendorf
- 1995: Für alle Fälle Stefanie (Fernsehserie, 1 Episode)
- 2001: Balko (Fernsehserie, 1 Episode)
- 2001: Der Zimmerspringbrunnen
- 2002: Wolffs Revier (Fernsehserie, 1 Episode)
- 2003: Im Namen des Gesetzes (Fernsehserie, 1 Episode)
- 2005: Das Duo (Fernsehserie, 1 Episode)

## Theater (Auswahl)
Städtische Bühnen Erfurt
- 1956: William Shakespeare: Hamlet (Ophelia, Tochter des Polonius) – Regie: Eugen Schaub
- 1956: Martin Schede: Goldmarie und Pechmarie (fleißige Marie) – Regie: Eugen Schaub
- 1956: Oscar Wilde: Keine Hochzeit ohne Ernst (Cecily Cardew) – Regie: Arno Wolf
- 1957: Henrik Ibsen: Nora oder Ein Puppenheim (Hausmädchen) – Regie: Arno Wolf
- 1957: Nordahl Grieg: Die Niederlage (Marie) – Regie: Georg Leopold
- 1957: William Shakespeare: König Lear (Kordelia, Lears Tochter) – Regie: Eugen Schaub
- 1957: Boris S. Romaschow: Die feurige Brücke (Hilde Horn, junge Ingenieurin) – Regie: Eugen Schaub (deutsche Erstaufführung)
- 1958: Frances Goodrich / Albert Hackett: Tagebuch der Anne Frank (Margot) – Regie: Arno Wolf

## Synchronisationen
| Film                   | Jahr | Rolle          | Darsteller      |
| ---------------------- | ---- | -------------- | --------------- |
| Die große blaue Straße | 1957 | Diana Squarciò | Federica Ranchi |